# 僧璨
僧璨（？—？），又作僧粲，籍貫不詳，拜慧可為師，但慧可質疑僧璨患了惡疾，不宜修道，但是僧璨以身雖有疾，但向道之心、本具佛性無不同回應，得到了慧可的欣賞，繼位為中國佛教禪宗三祖。唐代宗賜尊號鑒智禪師，又作鏡智禪師（一說唐明皇賜號），賜卒塔婆名「觉寂之塔」。

## 生平
出家之前就得了麻瘋之類的惡疾，曾在今日安徽天柱山修道，後追隨二祖慧可，有過一段機鋒對答。慧可曰：「你得了嚴重麻瘋病，找我又有甚麼用呢？」璨對曰：「身體雖然得病，但我這病患的心，跟和尚您的心沒有分別。」後得授與衣缽為禪宗三祖。三祖在示寂前，傳衣缽於弟子道信為禪宗四祖。
三祖僧璨大師，受二祖慧可傳法後，《燈錄》記隱於舒州之皖公山，值北周武帝破滅佛法，往來太湖縣司空山，居無常處十餘載，後為世人知曉所禮請，大設齋供法會，僧璨為四眾廣宣法要，即於法會中，於大樹下合掌涅槃。

## 師承
- 慧可

## 弟子
- 道信

## 著作
據說他曾著有《信心銘》傳世，但《楞伽師資記》記載他沒有文字著作傳世。印順法師認為，《信心銘》的真實作者應是牛頭法融。

## 古蹟
在今安徽天柱山脚下仍有其当年修行的三祖禅寺。

## 外部連結
- 信　心　銘　禪宗三祖僧璨大師　　 （页面存档备份，存于）

| 前任： 慧可 | 漢傳佛教禪宗 三祖 | 繼任： 道信 |